# Narfi
Narfi oder Nari ist in der nordischen Mythologie ein Riese. Er ist einer der beiden Söhne des Loki und der Sigyn. Die Götter lassen ihn nach Ägirs Trinkgelage von seinem Bruder Vali, den die Götter in einen Wolf verwandelt haben, in Stücke reißen, um mit seinen Gedärmen Loki an drei scharfkantigen Felsen fesseln zu können.
Narfi, Nörfi oder Nörr ist auch der Name eines anderen Riesen aus Jötunheim und Vater der Nótt.